# Acalolepta bispinosa
Acalolepta bispinosa är en skalbaggsart som först beskrevs av Stefan von Breuning 1935.  Acalolepta bispinosa ingår i släktet Acalolepta och familjen långhorningar. Inga underarter finns listade i Catalogue of Life.